# Eschweiler
Eschweiler (IPA: [ˈɛʃvaɪlɐ], lat. Ascvilare, lok. Aischwiile) grad je u njemačkoj pokrajini Sjevernoj Rajni-Vestfaliji. Leži na rijeci Inde, blizu njemačko-belgijsko-nizozemske tromeđe, oko 15 km istočno od Aachena i oko 50 km zapadno od Kölna. Grad nema svoj okrug te pripada upravnom području Kölna.
Grad je poznat po toplicama, dvorcima, jezeru Blausteinsee, karnevalu i elektrani.

## Promet
Autocesta A 4 (Köln - Aachen) prolazi kroz Eschweiler-West, Eschweiler-Ost i Weisweiler. Željezničke postaje su: Eschweiler Hbf (glavni kolodvor), Eschweiler-West, Eschweiler-Talbahnhof, Eschweiler-Nothberg i Eschweiler-Weisweiler.

## Zbratimljeni gradovi
- Wattrelos, Francuska
- Reigate & Banstead, Velika Britanija

## Vanjske poveznice
- Službena stranica (njem.)

### Ostali projekti
|  | Zajednički poslužitelj ima još gradiva o temi Eschweiler |